# Бристол Јупитер фајтер
Бристол Јупитер фајтер (енгл. Bristol Jupiter Fighter) је ловачки авион направљен у Уједињеном Краљевству. Авион је први пут полетео 1923. године. 

Маса празног авиона је износила 993 килограма а нормална полетна маса 1397 килограма.

## Наоружање
| Наоружање авиона: Бристол Јупитер фајтер |                   |
| Ватрено (стрељачко) наоружање            |                   |
| Топ                                      |                   |
| Митраљез                                 |                   |
| Број и ознака митраљеза                  | 1 Викерс + 1 Луис |
| Бомбардерско наоружање (бомбе)           |                   |
| Ракетно наоружање (ракете)               |                   |